# Pica-peixe-de-barrete-castanho
Guarda-rios-de-cabeça-castanha, martim-caçador-de-barrete-castanho ou pica-peixe-de-barrete-castanho (Halcyon albiventris) (ou martim-caçador-de-barrete-castanho )é uma espécie de ave da família Alcedinidae.
Pode ser encontrada nos seguintes países: Angola, Botswana, República do Congo, República Democrática do Congo, Gabão, Quénia, Malawi, Moçambique, Namíbia, Somália, África do Sul, Essuatíni, Tanzânia, Zâmbia e Zimbabwe.